# Drömresan
Drömresan (engelska: Let's Be Happy) är en brittisk romantisk komedi/musikal från 1957 i regi av Henry Levin.
Filmen bygger på Aimée Stuarts pjäs Jeannie.

## Handling
En kvinna från Vermont söker sina rötter i Skottland där hon träffar två beundrare.

## Rollista i urval
- Vera-Ellen - Jeannie MacLean
- Tony Martin - Stanley Smith
- Robert Flemyng - Lord McNairn
- Zena Marshall - Helene
- Helen Horton - Sadie Whitelaw
- Guy Middleton - mr Fielding
- Jean Cadell - mrs Cathie
- Gordon Jackson - Dougal MacLean